# Scholanda Dorrell
Scholanda Michelle Dorrell, coniugata Hoston e, successivamente, Robinson (Miami, 9 gennaio 1983), è un'ex cestista statunitense, professionista nella WNBA.

## Carriera
È stata selezionata dalle Sacramento Monarchs al primo giro del Draft WNBA 2006 (14ª scelta assoluta).